# Exoprosopa nemesis
Exoprosopa nemesis är en tvåvingeart som först beskrevs av Fabricius 1805.  Exoprosopa nemesis ingår i släktet Exoprosopa och familjen svävflugor. Inga underarter finns listade i Catalogue of Life.